# (8352) 1989 GE
1989 جي إي (ويعرف أيضًا باسم (8352) 1989 جي إي وفق تسمية الكوكب الصغير) (بالإنجليزية: 1989 GE)‏ هو كويكب ضمن حزام الكويكبات؛ وترتيبه 8352 من حيث الاكتشاف.
اكتُشف هذا الجُرم الفلكي بواسطة سيجي أويدا في 6 أبريل 1989.

## وصلات خارجية
- (8352) 1989 GE في قاعدة بيانات مختبر الدفع النفاث لأجرام النظام الشمسي الصغيرة

- الاكتشاف · مخطط المدار ·  العناصر المدارية · المعلمات المادية

- (8352) 1989 GE على موقع ويكي سكاي: DSS2, SDSS, GALEX, IRAS, Hydrogen α, X-Ray, Astrophoto, Sky Map, Articles and images